# 早川清 (新潮社)
早川 清（はやかわ きよし、1954年4月2日 - ）は、新潮社の編集者。
1978年、慶應義塾大学法学部卒業。『週刊新潮』『新潮45』編集部、ネットワーク編集室を経て、2001年、松田宏の後任として『週刊新潮』編集長に就任（同誌8月30日号から）。2005年6月から新潮社取締役。2009年のニセ赤報隊実名手記事件について「『週刊新潮』はこうして『ニセ実行犯』に騙された」（4月23日号）と題する10頁のトップ記事を掲載し、誤報を認めた。その後、2009年4月30日号を最後に『週刊新潮』編集長を退任。